# Erodium cicutarium
Erodium cicutarium là một loài thực vật có hoa trong họ Mỏ hạc. Loài này được (L.) L'Hér. mô tả khoa học đầu tiên năm 1789.

## Hình ảnh

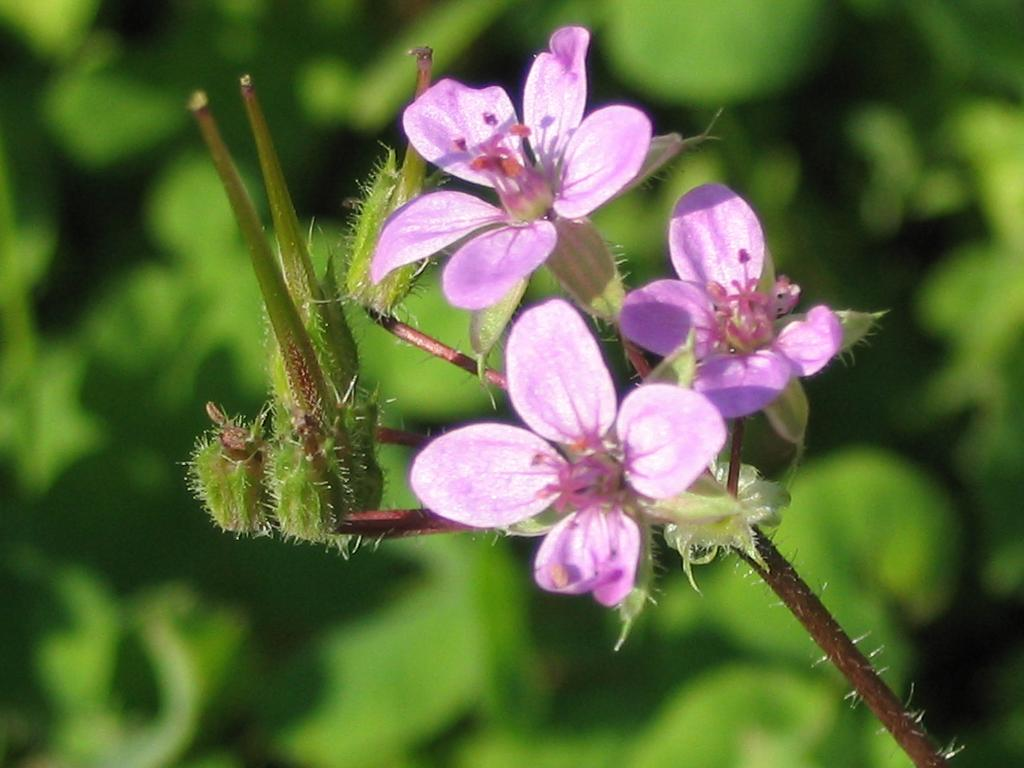
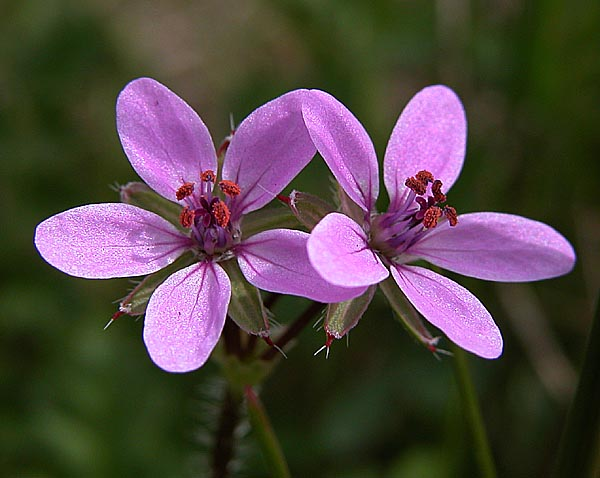
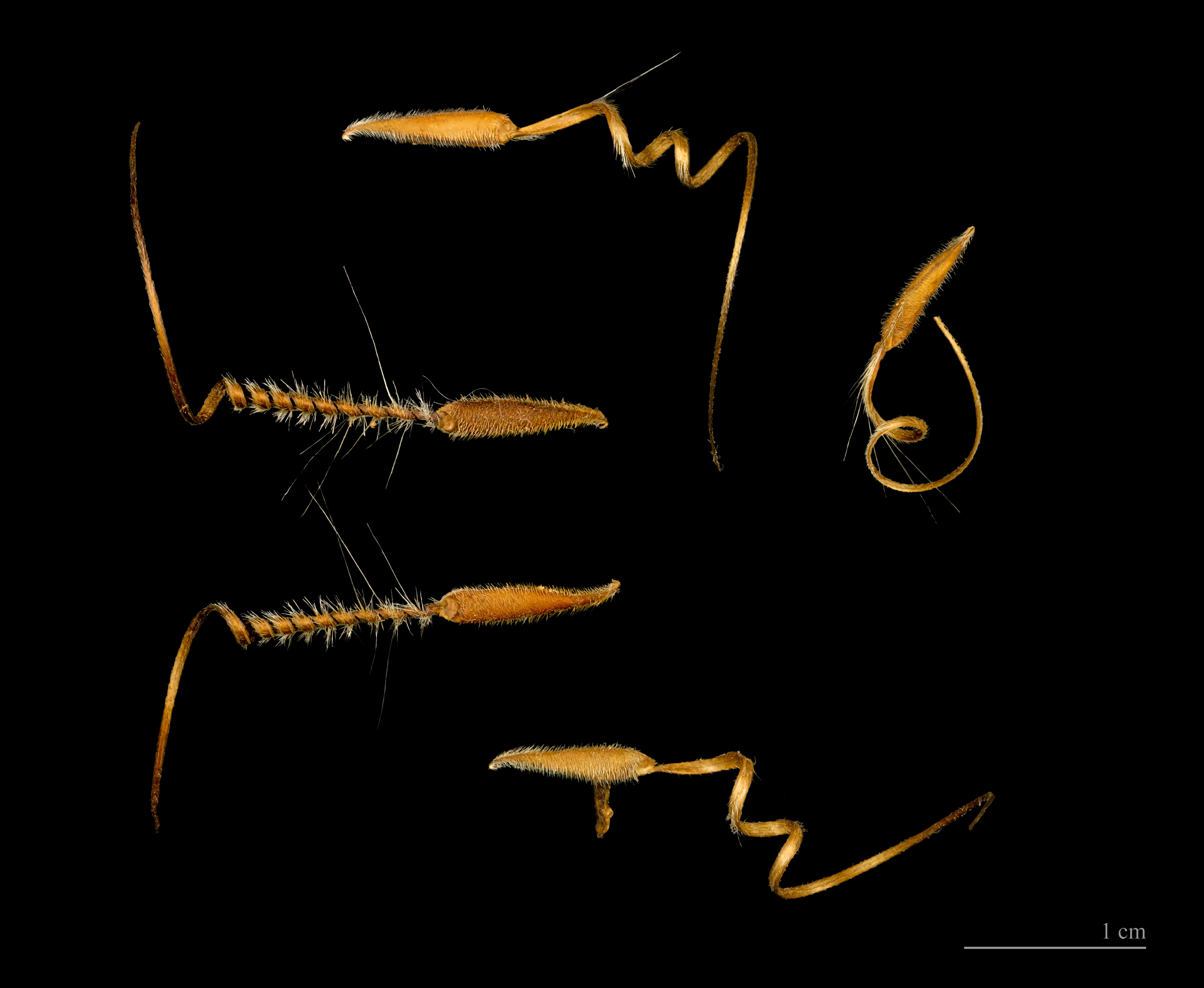
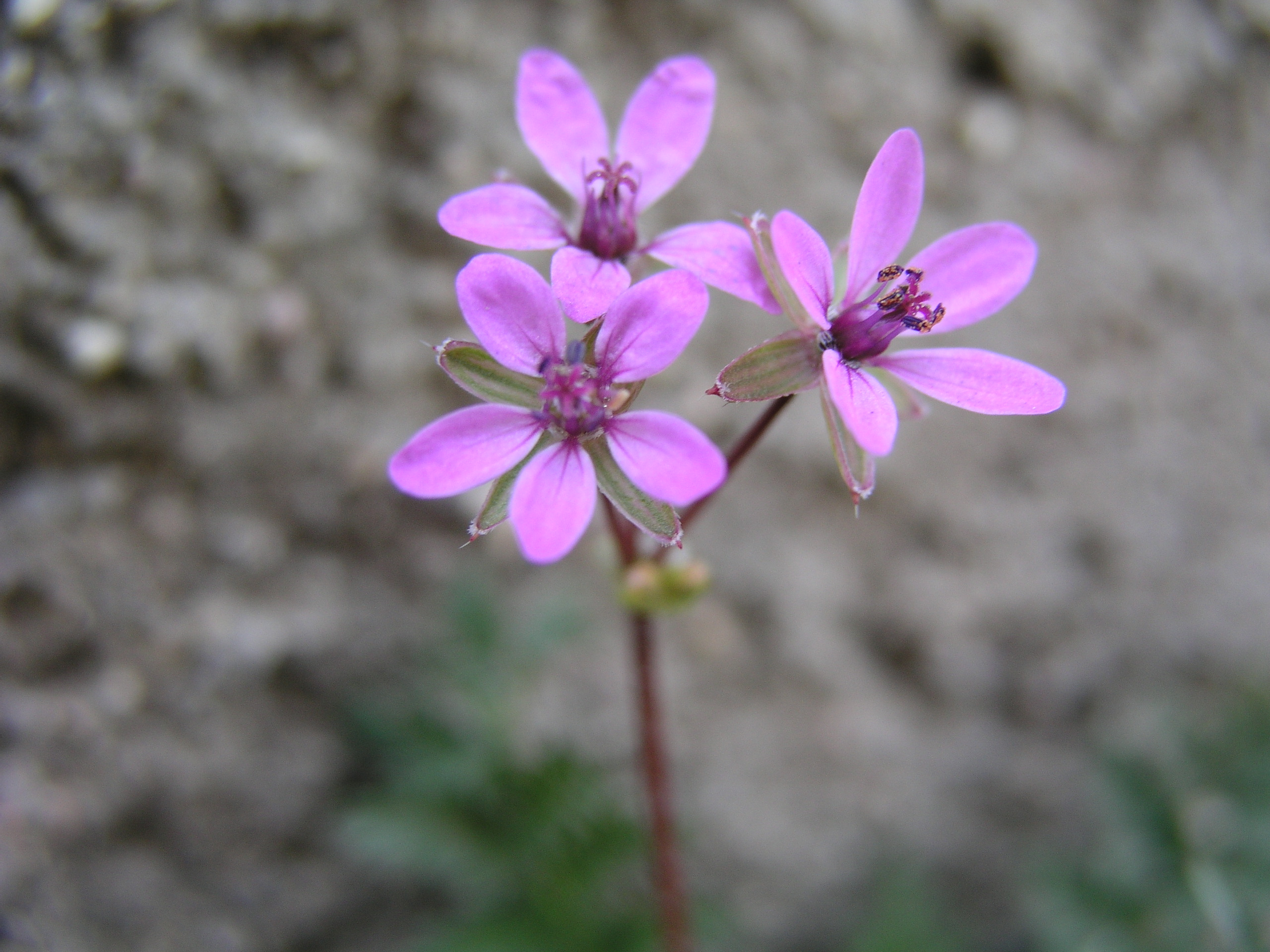
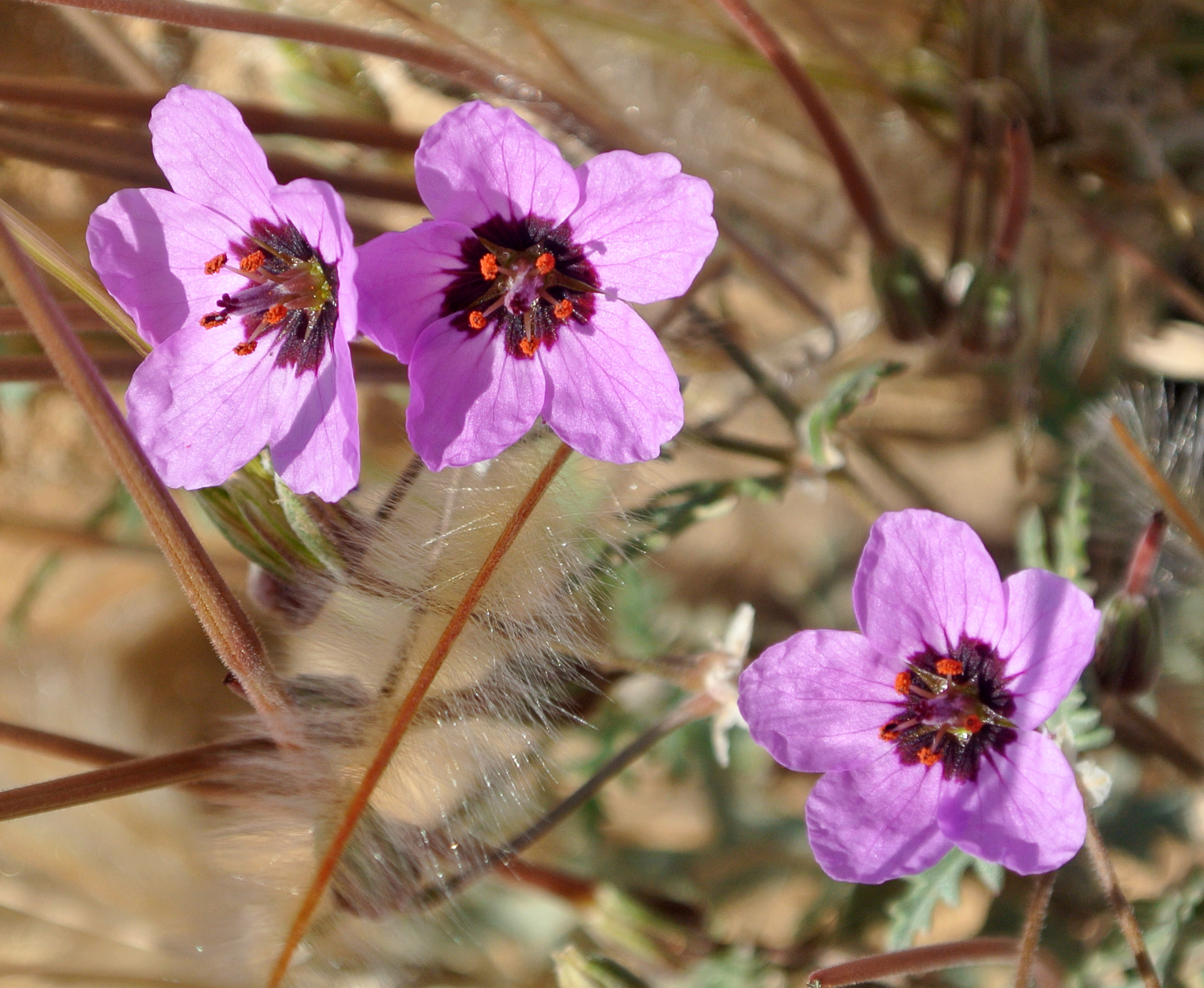